# Gesetzliche Lizenz
Als gesetzliche Lizenz bezeichnet man im Urheberrecht eine Befugnis zur Nutzung eines geschützten Werkes, die von Gesetzes wegen gewährt wird, für die der Urheber bzw. Rechteinhaber aber vergütet werden muss. Die gesetzliche Lizenz wird im deutschsprachigen Schrifttum üblicherweise von der urheberrechtlichen Zwangslizenz abgegrenzt, bei welcher vor der Nutzung die Einwilligung des Urhebers bzw. Rechteinhabers eingeholt werden muss. Die Terminologie ist international allerdings uneinheitlich.

## Einordnung und Rechtfertigung
Das Urheberrecht als ausschließliches, gegen jedermann wirkendes absolutes Recht verleiht dem Urheber genuin die Befugnis, frei darüber zu bestimmen, ob, wie und unter welchen Bedingungen ein anderer sein Werk nutzen darf. Ungeachtet dessen, ob man die moralische Rechtfertigung des Urheberrechtsschutzes eher in personalistischen oder utilitaristischen Erwägungen sehen will, ist jedoch in allen Urheberrechtsordnungen der Welt anerkannt, dass dieser Rechtsposition auch Grenzen gesetzt werden müssen, um sie mit verschiedensten kulturellen, sozialen, technologischen, ökonomischen und politischen Bedürfnissen in Einklang zu bringen. Ein solcher Ausgleich erfolgt neben Beschränkungen des urheberrechtlichen Schutzgegenstandes insbesondere durch Schrankenregelungen, wie beispielsweise der Freiheit der Privatkopie. Der Gesetzgeber nimmt hierbei bestimmte Nutzungshandlungen von der Verfügungsmacht des Urheber aus. Diese Nutzungsbefugnis wird wiederum in einigen Fällen vergütungsfrei erteilt, in anderen Fällen hält der Gesetzgeber mit Blick auf den erforderlichen Interessenausgleich eine Vergütung des Urheber für erforderlich. Solcherlei vergütungspflichtige Nutzungsfreistellungen bezeichnet man als gesetzliche Lizenzen.

## Situation in Deutschland

### Stellung und Rechtsfolgen
Im Katalog der im deutschen Urheberrechtsgesetz (UrhG) gewährten Schrankenbestimmungen ist die gesetzliche Lizenz neben der vollständigen Ausnahme vom Urheberrechtsschutz die vorherrschende Form der Nutzungsfreistellung. Sie ist dadurch gekennzeichnet, dass der Gesetzgeber an eine tatsächliche, objektive Nutzungshandlung (Realakt) – und damit unabhängig davon, ob diese Rechtsfolge vom Nutzer gewollt ist oder nicht – die Rechtsfolge eines gesetzlichen Schuldverhältnisses knüpft. (Ausnahmsweise entsteht das Schuldverhältnis bei den Vervielfältigungen zum privaten und sonstigen eigenen Gebrauch nach § 53 und §§ 60a ff. UrhG bereits vorgelagert mit dem Inverkehrbringen der zur Vervielfältigung geeigneten Geräte bzw. Leermedien.)
Der Hauptinhalt dieses Schuldverhältnisses ist der Vergütungsanspruch des Urhebers bzw. Rechteinhabers gegenüber dem Nutzer (bzw., im Fall von § 53 und §§ 60a ff. UrhG, gegenüber dem Geräter- bzw. Leermedienhersteller). Daneben bestehen als Nebenpflichten zum Teil auch Auskunfts- und Benachrichtigungansprüche gegen den Nutzer. So kann beispielsweise der Urheber von Geräte- und Leermedienherstellern Auskunft über Art und Stückzahl der von ihnen veräußerten oder anderweitig in Verkehr gebrachten Geräte und Speichermedien verlangen (§ 54f Abs. 1 UrhG). Dadurch wird es dem Urheber- bzw. Rechteinhaber erst ermöglicht, seine Vergütungsforderungen zu stellen. Bei der ebenfalls einer gesetzlichen Lizenz unterliegenden Werkvervielfältigung im Rahmen von Sammlungen für den religiösen Gebrauch (§ 46) muss der Nutzer sogar vor Vornahme der Nutzungshandlung dem Urheber bzw. hilfsweise dem Rechteinhaber seine Absicht zur Nutzung „durch eingeschriebenen Brief“ mitteilen und darf erst zwei Wochen nach dessen Absendung mit der Nutzung beginnen (§ 46 Abs. 3 Satz 1 UrhG). Mit dieser Mitteilungspflicht wird insbesondere bezweckt, den Urheber in die Lage zu versetzen, gegebenenfalls von seinem Verbotsrecht wegen gewandelter Überzeugung aus § 46 Abs. 5 UrhG Gebrauch machen zu können.
Das Verhältnis zwischen der gesetzlichen Lizenz und der (vertraglichen) Lizenz als solcher ist in der Literatur vereinzelt umstritten. Teilweise wird insbesondere hinsichtlich § 53 UrhG angenommen, durch gesetzliche Lizenzen würden gleich den vertraglichen Lizenzen, aber eben auf gesetzlichem Wege, Nutzungsrechte eingeräumt. Das gesetzliche Schuldverhältnis wäre dann zweiseitig: Auf der einen Seite bestünde ein Nutzungsanspruch des Nutzers, auf der anderen Seite – als Gegenleistung – die besagten Vergütungsansprüche samt Nebenpflichten gegen den Nutzer. Die vorherrschende Meinung sieht in der gesetzlichen Lizenz demgegenüber ein einseitig verpflichtendes gesetzliches Schuldverhältnis; das Ausschließlichkeitsrecht des Urhebers wird durch den Gesetzgeber beschränkt und dem Nutzer bzw. (im Fall von § 53 und §§ 60a ff. UrhG) einem Dritten werden einseitig Pflichten auferlegt, ohne dass diese selbst im Gegenzug einen Nutzungsanspruch erwürben.

### Einzelfälle
Als gesetzliche Lizenzen sind im UrhG namentlich folgende Schranken ausgestaltet (Stand: Februar 2025):
- verschiedene Freistellungen zugunsten behinderter Menschen (§§ 45a, 45c UrhG). Der Vergütungsanspruch kann nur durch eine Verwertungsgesellschaft geltend gemacht werden (§§ 45a Abs. 2 Satz 2, 45c Abs. 3 UrhG);
- die Freistellung von Sammlungen für den religiösen Gebrauch (§ 46 UrhG);
- die Freistellung von Aufnahmen von Schulfunksendungen, die am Ende des Schuljahres nicht gelöscht werden (§ 47 Abs. 2 UrhG);
- die Freistellung des Nachdrucks und der öffentlichen Wiedergabe einzelner Rundfunkkommentare und Artikel (§ 49 Abs. 1 UrhG). Der Vergütungsanspruch kann nur durch eine Verwertungsgesellschaft geltend gemacht werden (§ 49 Abs. 1 Satz 3 UrhG);
- die Freistellung bestimmter Formen der öffentlichen Wiedergabe veröffentlichter bzw. erschienener Werke (§ 52 UrhG);
- die Freistellung der Vervielfältigung zum privaten und sonstigen eigenen Gebrauch (§ 53 UrhG), für die nach §§ 54 ff. UrhG die Hersteller, Importeure und Großbetreiber von Geräten und von Speichermedien, deren Typ allein oder in Verbindung mit anderen Geräten, Speichermedien oder Zubehör zur Vornahme solcher Vervielfältigungen benutzt wird, vergütungspflichtig sind. Der Vergütungsanspruch kann nur durch eine Verwertungsgesellschaft geltend gemacht werden;
- die Freistellung der Veranschaulichung des Unterrichts und der Lehre an Bildungseinrichtungen zu nicht kommerziellen Zwecken (§ 60a UrhG), mit denselben Vergütungsfolgen wie bei der Vervielfältigung zum privaten und sonstigen eigenen Gebrauch (siehe überstehend) (§ 60h UrhG);
- die Freistellung der Aufnahme kleiner Teile von veröffentlichten Werken in Unterrichts- und Lehrmedien (§ 60b UrhG), mit denselben Vergütungsfolgen wie bei der Vervielfältigung zum privaten und sonstigen eigenen Gebrauch (siehe überstehend) (§ 60h UrhG);
- die Freistellung der Nutzung kleiner Teile von Werken zur nicht kommerziellen wissenschaftlichen Forschung (§ 60c UrhG), mit denselben Vergütungsfolgen wie bei der Vervielfältigung zum privaten und sonstigen eigenen Gebrauch (siehe überstehend) (§ 60h UrhG);
- die Freistellung bestimmter Nutzungen durch öffentlich zugängliche Bibliotheken und öffentlich zugängliche Archive, Museen und Bildungseinrichtungen (§§ 60e, 60f UrhG), mit denselben Vergütungsfolgen wie bei der Vervielfältigung zum privaten und sonstigen eigenen Gebrauch (siehe überstehend) (§ 60h UrhG);
- die Freistellung bestimmter Nutzungen durch öffentlich zugängliche Bibliotheken (§ 60e UrhG), mit denselben Vergütungsfolgen wie bei der Vervielfältigung zum privaten und sonstigen eigenen Gebrauch (siehe überstehend) (§ 60h UrhG);
- die Freistellung der Vervielfältigung und der öffentlichen Zugänglichmachung verwaister Werke (§§ 61 ff.), wenn der Rechteinhaber nach bereits erfolgter bzw. begonnener Nutzung identifiziert werden kann (§ 61b Abs. 2 UrhG).